# 馬來西亞樂高樂園
馬來西亞樂高樂園位處馬來西亞柔佛州依斯干达公主城，於2012年9月15日開幕，是亞洲第一個樂高樂園。該樂園設計予所有年齡層的家庭，尤其以2至12歲的小童作為主要市場對象。
馬來西亞樂高樂園佔地超過76英畝，目前由七個主題園區組成。

## 歷史

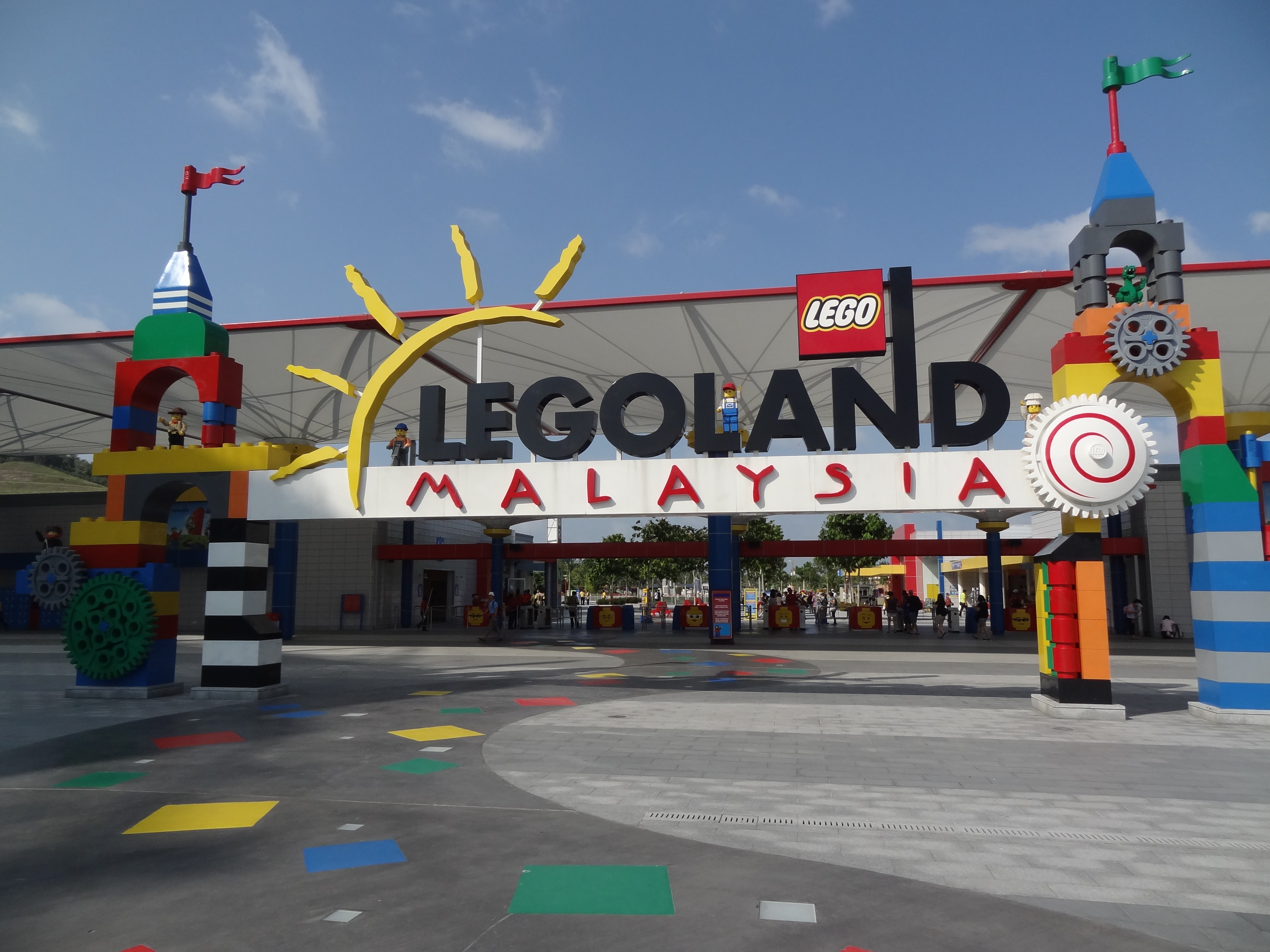
馬來西亞樂高樂園正門

馬來西亞樂高樂園由依斯干達发展局和默林娛樂於2008年12月13日簽約落實興建，潛在旅客為來自東亞和東南亞的旅客。動工之前，6名積木堆砌師傅曾分兩批分別前往美國加利福尼亞州和丹麥受訓兩個半月。馬來西亞樂高樂園於翌年12月2日動工，由時任柔佛州務大臣阿都干尼·奥斯曼主持動工儀式。依斯干達投資機構斥資7億5000萬令吉興建樂高樂園，其中5億由馬來西亞銀行貸款，其餘2億5000萬向馬來西亞外的銀行借貸。
2011年，馬來西亞樂高樂園的過山車完工，並邀請傳媒出席開幕儀式。該過山車耗資1300萬令吉興建，可眺望樂高樂園以至依斯干达公主城全景。
2012年4月24日，馬來西亞樂高樂園簽署樂高酒店興建合約，興建擁有249間客房的酒店。2012年4月25日，馬來西亞樂高樂園總經理西爾菲柏斯特在「開幕倒數計時142天」活動上宣佈馬來西亞樂高樂園於同年9月15日開幕，以響應9月16日馬來西亞成立日公眾假期。
2013年10月21日，馬來西亞樂高樂園的水上樂園開幕。該樂園是亞洲第一個樂高水上樂園，亦是面積最大及唯一全年開放的樂高水上樂園。

## 園區
馬來西亞樂高樂園佔地超過76英畝，由7個園區組成，共有70種遊樂設施，分別是以樂高積木堆砌而成，包含亞洲十八個國家景點的核心微縮園區「迷你樂園」、設於樂園正門的「起點站」、設有可俯瞰馬來西亞樂高樂園全景的觀景台的「幻想樂園」、過山車「計劃X」的所在地「樂高技術」、以中世紀為背景的「樂高王國」、以法老和恐龍為主題的「探險之地」和以交通工具作為主題的「樂高城」。
馬來西亞樂高樂園亦設有5間商店和9間餐廳。
馬來西亞樂高水上樂園設有14個遊戲設施，另設一間商店及一間餐廳。

## 評價
樂高樂園酒店的開幕會使新加坡酒店的入住率下降，但新加坡的旅遊業界表示影響不大。新加坡東旅集團發言人接受《聯合早報》訪問時稱，樂高樂園酒店房間不多，不會對新加坡的酒店業構成威脅。新加坡大通旅遊高级副总经理佘柳华表示，外國旅客會傾向以新加坡作為主要旅遊地點，旅客到柔佛觀光最多只會延長旅遊配套一天，有助新加坡對外國遊客的吸引力。

## 外部連結
- 馬來西亞樂高樂園官方網站 （页面存档备份，存于）（英文）（马来文）（简体中文）